# Campionato europeo a squadre miste di badminton 2013
Il Campionato europeo a squadre miste di badminton 2013 è stato la ventiduesima edizione del torneo organizzato da Badminton Europe. Si è svolto a Ramenskoe, in Russia, dal 12 al 17 febbraio 2013. La Germania ha vinto il titolo per la prima volta.

## Fase a gruppi

### Gruppo 1
| Squadra   | Pt. | G | V | P | MV | MP | DM  |
| --------- | --- | - | - | - | -- | -- | --- |
| Danimarca | 2   | 2 | 2 | 0 | 10 | 0  | +10 |
| Turchia   | 1   | 2 | 1 | 1 | 4  | 6  | -2  |
| Norvegia  | 0   | 2 | 0 | 2 | 1  | 9  | -8  |

| Data      | Ora         | Partita   | Partita | Partita  |
| --------- | ----------- | --------- | ------- | -------- |
| 12-2-2013 | 19:00 UTC+4 | Danimarca | 5 - 0   | Norvegia |
| 13-2-2013 | 14:00 UTC+4 | Norvegia  | 1 - 4   | Turchia  |
| 14-2-2013 | 10:00 UTC+4 | Danimarca | 5 - 0   | Turchia  |

### Gruppo 2
| Squadra  | Pt. | G | V | P | MV | MP | DM |
| -------- | --- | - | - | - | -- | -- | -- |
| Germania | 2   | 2 | 2 | 0 | 9  | 1  | +8 |
| Spagna   | 1   | 2 | 1 | 1 | 5  | 5  | 0  |
| Estonia  | 0   | 2 | 0 | 2 | 1  | 9  | -8 |

| Data      | Ora         | Partita  | Partita | Partita |
| --------- | ----------- | -------- | ------- | ------- |
| 12-2-2013 | 14:00 UTC+4 | Germania | 5 - 0   | Estonia |
| 13-2-2013 | 14:00 UTC+4 | Estonia  | 1 - 4   | Spagna  |
| 14-2-2013 | 18:30 UTC+4 | Germania | 4 - 1   | Spagna  |

### Gruppo 3
| Squadra  | Pt. | G | V | P | MV | MP | DM |
| -------- | --- | - | - | - | -- | -- | -- |
| Russia   | 2   | 2 | 2 | 0 | 9  | 1  | +8 |
| Bulgaria | 1   | 2 | 1 | 1 | 5  | 5  | 0  |
| Islanda  | 0   | 2 | 0 | 2 | 1  | 9  | -8 |

| Data      | Ora         | Partita | Partita | Partita  |
| --------- | ----------- | ------- | ------- | -------- |
| 12-2-2013 | 18:30 UTC+4 | Russia  | 5 - 0   | Islanda  |
| 13-2-2013 | 14:00 UTC+4 | Islanda | 1 - 4   | Bulgaria |
| 14-2-2013 | 18:00 UTC+4 | Russia  | 4 - 1   | Bulgaria |

### Gruppo 4
| Squadra     | Pt. | G | V | P | MV | MP | DM  |
| ----------- | --- | - | - | - | -- | -- | --- |
| Inghilterra | 2   | 2 | 2 | 0 | 10 | 0  | +10 |
| Lituania    | 1   | 2 | 1 | 1 | 4  | 6  | -2  |
| Lettonia    | 0   | 2 | 0 | 2 | 1  | 9  | -8  |

| Data      | Ora         | Partita     | Partita | Partita  |
| --------- | ----------- | ----------- | ------- | -------- |
| 12-2-2013 | 10:00 UTC+4 | Inghilterra | 5 - 0   | Lettonia |
| 13-2-2013 | 14:00 UTC+4 | Lettonia    | 1 - 4   | Lituania |
| 14-2-2013 | 14:00 UTC+4 | Inghilterra | 5 - 0   | Lituania |

### Gruppo 5
| Squadra     | Pt. | G | V | P | MV | MP | DM  |
| ----------- | --- | - | - | - | -- | -- | --- |
| Paesi Bassi | 3   | 3 | 3 | 0 | 15 | 0  | +15 |
| Svizzera    | 2   | 3 | 2 | 1 | 9  | 6  | +3  |
| Ungheria    | 1   | 3 | 1 | 2 | 5  | 10 | -5  |
| Lussemburgo | 0   | 3 | 0 | 3 | 1  | 14 | -13 |

| Data      | Ora         | Partita     | Partita | Partita     |
| --------- | ----------- | ----------- | ------- | ----------- |
| 12-2-2013 | 10:00 UTC+4 | Paesi Bassi | 5 - 0   | Lussemburgo |
| 12-2-2013 | 10:00 UTC+4 | Ungheria    | 1 - 4   | Svizzera    |
| 13-2-2013 | 18:00 UTC+4 | Paesi Bassi | 5 - 0   | Ungheria    |
| 13-2-2013 | 18:00 UTC+4 | Svizzera    | 5 - 0   | Lussemburgo |
| 14-2-2013 | 14:00 UTC+4 | Paesi Bassi | 5 - 0   | Svizzera    |
| 14-2-2013 | 14:00 UTC+4 | Lussemburgo | 1 - 4   | Ungheria    |

### Gruppo 6
| Squadra   | Pt. | G | V | P | MV | MP | DM  |
| --------- | --- | - | - | - | -- | -- | --- |
| Francia   | 3   | 3 | 3 | 0 | 11 | 4  | +7  |
| Irlanda   | 2   | 3 | 2 | 1 | 10 | 5  | +5  |
| Finlandia | 1   | 3 | 1 | 2 | 8  | 7  | +1  |
| Israele   | 0   | 3 | 0 | 3 | 1  | 14 | -13 |

| Data      | Ora         | Partita   | Partita | Partita   |
| --------- | ----------- | --------- | ------- | --------- |
| 12-2-2013 | 10:00 UTC+4 | Francia   | 5 - 0   | Israele   |
| 12-2-2013 | 10:00 UTC+4 | Finlandia | 1 - 4   | Irlanda   |
| 13-2-2013 | 18:00 UTC+4 | Francia   | 3 - 2   | Finlandia |
| 13-2-2013 | 18:00 UTC+4 | Israele   | 1 - 4   | Irlanda   |
| 14-2-2013 | 14:00 UTC+4 | Francia   | 3 - 2   | Irlanda   |
| 14-2-2013 | 14:00 UTC+4 | Israele   | 0 - 5   | Finlandia |

### Gruppo 7
| Squadra     | Pt. | G | V | P | MV | MP | DM  |
| ----------- | --- | - | - | - | -- | -- | --- |
| Ucraina     | 2   | 3 | 2 | 1 | 11 | 4  | +7  |
| Svezia      | 2   | 3 | 2 | 1 | 9  | 6  | +3  |
| Belgio      | 2   | 3 | 2 | 1 | 9  | 6  | +3  |
| Bielorussia | 0   | 3 | 0 | 3 | 1  | 14 | -13 |

| Data      | Ora         | Partita     | Partita | Partita     |
| --------- | ----------- | ----------- | ------- | ----------- |
| 12-2-2013 | 14:00 UTC+4 | Svezia      | 4 - 1   | Bielorussia |
| 12-2-2013 | 14:00 UTC+4 | Ucraina     | 4 - 1   | Belgio      |
| 13-2-2013 | 10:00 UTC+4 | Svezia      | 3 - 2   | Ucraina     |
| 13-2-2013 | 10:00 UTC+4 | Bielorussia | 0 - 5   | Belgio      |
| 14-2-2013 | 10:00 UTC+4 | Svezia      | 2 - 3   | Belgio      |
| 14-2-2013 | 10:00 UTC+4 | Bielorussia | 0 - 5   | Ucraina     |

### Gruppo 8
| Squadra    | Pt. | G | V | P | MV | MP | DM  |
| ---------- | --- | - | - | - | -- | -- | --- |
| Scozia     | 3   | 3 | 3 | 0 | 13 | 2  | +11 |
| Rep. Ceca  | 2   | 3 | 2 | 2 | 12 | 3  | +9  |
| Slovacchia | 1   | 3 | 1 | 2 | 5  | 10 | -5  |
| Galles     | 0   | 3 | 0 | 3 | 0  | 15 | -15 |

| Data      | Ora         | Partita    | Partita   | Partita    |
| --------- | ----------- | ---------- | --------- | ---------- |
| 12-2-2013 | 14:00 UTC+4 | Scozia     | 5 - 0     | Slovacchia |
| 12-2-2013 | 14:00 UTC+4 | Galles     | 0 - 5 w/o | Rep. Ceca  |
| 13-2-2013 | 10:00 UTC+4 | Scozia     | 5 - 0 w/o | Galles     |
| 13-2-2013 | 10:00 UTC+4 | Slovacchia | 0 - 5     | Rep. Ceca  |
| 14-2-2013 | 10:00 UTC+4 | Scozia     | 3 - 2     | Rep. Ceca  |
| 14-2-2013 | 10:00 UTC+4 | Slovacchia | 5 - 0 w/o | Galles     |

## Fase a eliminazione diretta
|  | Quarti di finale | Quarti di finale | Quarti di finale |             |           | Semifinali | Semifinali | Semifinali |  |  | Finale | Finale | Finale |  |
|  |                  |                  |                  |             |           |            |            |            |  |  |        |        |        |  |
|  | Danimarca        | Danimarca        | 3                |             |           |            |            |            |  |  |        |        |        |  |
|  | Danimarca        | Danimarca        | 3                |             |           |            |            |            |  |  |        |        |        |  |
|  | Scozia           | Scozia           | 0                |             |           |            |            |            |  |  |        |        |        |  |
|  | Scozia           | Scozia           | 0                |             | Danimarca | Danimarca  | 3          |            |  |  |        |        |        |  |
|  |                  |                  |                  |             | Danimarca | Danimarca  | 3          |            |  |  |        |        |        |  |
|  |                  |                  | Inghilterra      | Inghilterra | 2         |            |            |            |  |  |        |        |        |  |
|  | Inghilterra      | Inghilterra      | Inghilterra      | Inghilterra | 2         | 3          |            |            |  |  |        |        |        |  |
|  | Inghilterra      | Inghilterra      |                  |             |           |            |            |            |  |  |        |        |        |  |
|  | Ucraina          | Ucraina          | 1                |             |           |            |            |            |  |  |        |        |        |  |
|  | Ucraina          | Ucraina          | 1                |             | Danimarca | Danimarca  | 0          |            |  |  |        |        |        |  |
|  |                  |                  |                  |             |           |            |            |            |  |  |        |        |        |  |
|  |                  |                  | Germania         | Germania    | 3         |            |            |            |  |  |        |        |        |  |
|  | Paesi Bassi      | Paesi Bassi      | Germania         | Germania    | 3         | 0          |            |            |  |  |        |        |        |  |
|  | Paesi Bassi      | Paesi Bassi      |                  |             |           |            |            |            |  |  |        |        |        |  |
|  | Russia           | Russia           | 3                |             |           |            |            |            |  |  |        |        |        |  |
|  | Russia           | Russia           | 3                |             | Russia    | Russia     | 1          |            |  |  |        |        |        |  |
|  |                  |                  |                  |             | Russia    | Russia     | 1          |            |  |  |        |        |        |  |
|  |                  |                  | Germania         | Germania    | 3         |            |            |            |  |  |        |        |        |  |
|  | Francia          | Francia          | Germania         | Germania    | 3         | 0          |            |            |  |  |        |        |        |  |
|  | Francia          | Francia          |                  |             |           |            |            |            |  |  |        |        |        |  |
|  | Germania         | Germania         | 3                |             |           |            |            |            |  |  |        |        |        |  |

### Finale
| Danimarca 0 | Ramenskoe 17 febbraio 2013                 | Ramenskoe 17 febbraio 2013                                                   | Germania 3 |       |      |  |
| \| \| \| \| 1 \| 2 \| 3 \| \| \| - \| \| ---------------------------------------------------------------------------- \| ----- \| ----- \| ---- \| \| \| 1 \| \| Line Kjærsfeldt Juliane Schenk \| 9 21 \| 16 21 \| \| \| \| 2 \| \| Hans-Kristian Vittinghus Mark Zwiebler \| 17 21 \| 21 7 \| 8 21 \| \| \| 3 \| \| Christinna Pedersen / Kamilla Rytter Juhl Birgit Michels / Juliane Schenk \| 19 21 \| 15 21 \| \| \| \| 4 \| \| Mathias Boe / Carsten Mogensen Ingo Kindervater / Johannes Schöttler \| \| \| \| \| \| 5 \| \| Joachim Fischer Nielsen / Christinna Pedersen Michael Fuchs / Birgit Michels \| \| \| \| \| |                                            |                                                                              |            |       |      |  |
| |                                            |                                                                              | 1          | 2     | 3    |  |
| 1 | Danimarca (bandiera) · Germania (bandiera) | Line Kjærsfeldt Juliane Schenk                                               | 9 21       | 16 21 |      |  |
| 2 | Danimarca (bandiera) · Germania (bandiera) | Hans-Kristian Vittinghus Mark Zwiebler                                       | 17 21      | 21 7  | 8 21 |  |
| 3 | Danimarca (bandiera) · Germania (bandiera) | Christinna Pedersen / Kamilla Rytter Juhl Birgit Michels / Juliane Schenk    | 19 21      | 15 21 |      |  |
| 4 | Danimarca (bandiera) · Germania (bandiera) | Mathias Boe / Carsten Mogensen Ingo Kindervater / Johannes Schöttler         |            |       |      |  |
| 5 | Danimarca (bandiera) · Germania (bandiera) | Joachim Fischer Nielsen / Christinna Pedersen Michael Fuchs / Birgit Michels |            |       |      |  |